# Ананџи Доса
Ананџи Доса (15. септембар 1916 — 22. септембар 2014) био је индијски статистичар.
Представљао је своју школу и колеџ у крикету док је одрастао у Мумбајиу. Године 1941. био је члан Мумбајског крикеташког тима.
Радио је као статистичар крикета између 1956. до 1957. године, те од 1972. до 1973. године. Тада је радио за индијски радио Акашвани. Био је председник статистичког индијског одбора неколико година. На тој позицији је био од када је формиран одбор, 1973. године. Био је први председник Удружења индијског статистичарства. На ту је позицију дошао 1980. године.